# Stefano di Bisanzio
Stefano di Bisanzio, conosciuto anche come Stefano Bizantino (in greco antico: Στέφανος Βυζάντιος?; VI secolo) è stato un geografo bizantino, autore di un importante dizionario geografico intitolato Etnica (Ἐθνικά) in 50 o 60 volumi.

## Biografia
Di Stefano si ignorano i dati biografici, comunque con tutta probabilità era un grammatico costantinopolitano vissuto nel VI secolo. 

## GliEthnika
Stefano utilizza come fonti principali i geografi dell'antichità, quali Tolomeo, Strabone e Pausania, i grammatici e i commentari a Omero. La sua conoscenza della geografia è nondimeno approssimativa e le sue etimologie sono confuse. Il lavoro è di enorme valore per le informazioni di carattere geografico, mitologico e religioso che fornisce sull'antica Grecia. Del dizionario sopravvivono scarsi frammenti ma ne esiste un'epitome compilata da un certo Ermolao. Questi dedica la sua epitome a Giustiniano; se sia il primo o il secondo imperatore di questo nome è incerto, ma sembra probabile che Stefano fosse vissuto nella prima parte del VI secolo sotto Giustiniano I.
I frammenti iniziali rimasti dell'opera originale (alcuni dei quali contengono lunghe citazione di autori classici e molti interessanti dettagli storici e topografici) sono contenuti nel De administrando imperio di Costantino Porfirogenito, capitolo 23 (la voce Ίβηρίαι δύο) e nel De thematibus, ii. 10 (un rapporto sulla Sicilia); gli ultimi includono un passaggio del poeta comico Alessi sulle Sette maggiori isole. Un altro frammento importante, che va dalla voce Δύμη alla fine del Δ, esiste in un manoscritto della biblioteca Seguerian. Costantino Porfirogenito fu comunque l'ultimo a consultare l'opera completa, la Suda e Eustazio di Tessalonica usano già il compendio.
La versione moderna standard è quella di Augustus Meineke (1849), e di recente è stata pubblicata una nuova edizione critica dell'intera opera a cura di Margarethe Billerbeck (già Università di Friburgo) per il Corpus fontium historiae Byzantinae (2006-2017, V voll.). Per convenzione, i riferimenti si riferiscono alle pagine dell'edizione Meineke. La prima edizione moderna fu pubblicata dalla stamperia aldina nel 1502.